# Parpeville
Parpeville település Franciaországban, Aisne megyében. Lakosainak száma 192 fő (2022. január 1.). Parpeville Chevresis-Monceau, La Ferté-Chevresis, Landifay-et-Bertaignemont, Monceau-le-Neuf-et-Faucouzy, Origny-Sainte-Benoite és Pleine-Selve községekkel határos.

## Népesség
A település népességének változása:
| Lakosok száma | 283  | 244  | 216  | 226  | 223  | 195  | 189  | 192  | 193  | 192  |
|               | 1968 | 1982 | 1990 | 2006 | 2013 | 2015 | 2017 | 2019 | 2020 | 2022 |